# Air Bourbon
 (avril 2018).
Si vous disposez d'ouvrages ou d'articles de référence ou si vous connaissez des sites web de qualité traitant du thème abordé ici, merci de compléter l'article en donnant les références utiles à sa vérifiabilité et en les liant à la section « Notes et références ».
Pour les articles homonymes, voir BUB.
Nous vous offrons l'espace
Air Bourbon (code AITA : ZN, code OACI : BUB) était une compagnie aérienne réunionnaise.

## Origines
La Réunion est le département d'outre-mer le plus éloigné de métropole et la liaison aérienne entre Saint-Denis et Paris est un lien crucial pour les quelque 100 000 Réunionnais vivant et travaillant en métropole, pour les métropolitains vivant sur l'île et pour leurs familles.
Jusqu'en 2001, cette liaison de « service public », censée assurer une certaine continuité territoriale, était assurée par Air France, AOM French Airlines et Corsairfly pendant la saison haute.
La reprise en location gérance de Air Liberté par AOM et les problèmes qu'a connus la compagnie ont fait naître l'inquiétude chez les Réunionnais qui ont eu peur de ne voir subsister sur cette liaison que la compagnie la plus chère. La hausse des prix des billets n'a fait qu'amplifier leurs inquiétudes et leur mécontentement.
Pour répondre à cette inquiétude, un groupe d'investisseurs Réunionnais et les anciens dirigeants d'Aerolyon décidèrent de créer Air Bourbon, une compagnie réunionnaise capable d'assurer une liaison régulière entre Paris et La Réunion.
La compagnie louait un Airbus A340-200 auprès d'Airbus et formait une vingtaine de pilotes. L'avion, immatriculé F-OITN, avait été loué auparavant par Air France de 1993 à 1998 et par Air Tahiti Nui de 1998 à 2003.
En février 2003, Air Lib, issue de la fusion d'Air Liberté et AOM, déposait son bilan confirmant les craintes des Réunionnais.
En décembre 2003, la compagnie obtint l'agrément du ministère des Transports et un avis positif du Conseil supérieur de l'aviation marchande, en même temps qu'Air Austral, une compagnie réunionnaise qui opérait déjà des avions dans l'océan indien.
Air Austral assure aussi des liaisons vers la métropole depuis le 28 juin 2003,.

## Lancement
Le vol inaugural a eu lieu entre Saint-Denis et Paris-Orly le 7 juin 2003, c'était la première liaison vers la métropole par une compagnie 100 % réunionnaise.

## Opérations

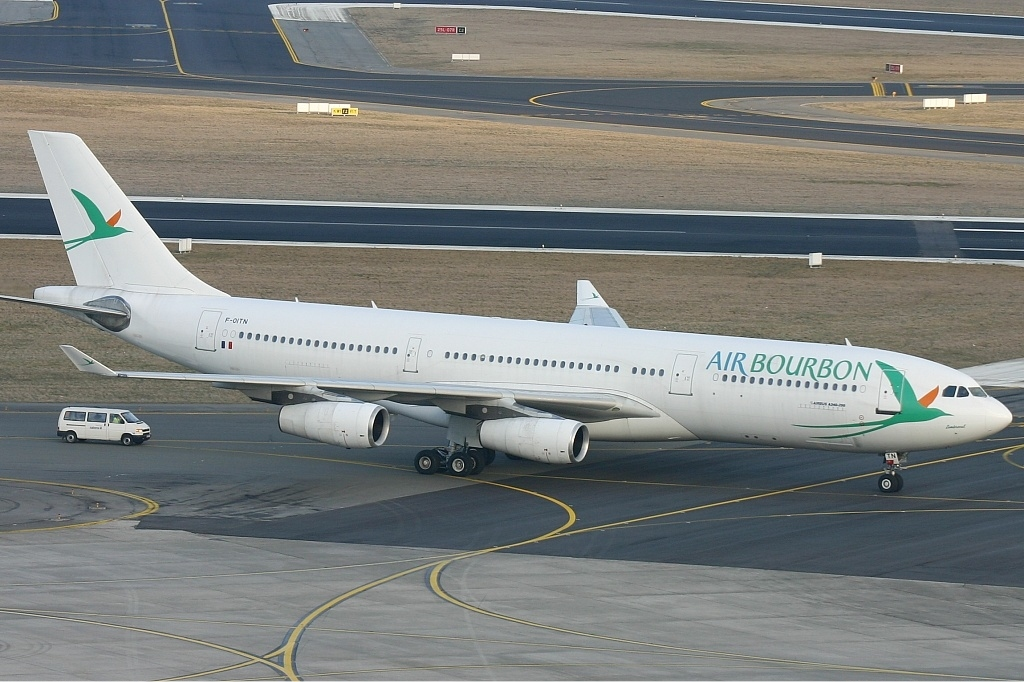
Airbus A340-211 F-OITN d'Air Bourbon

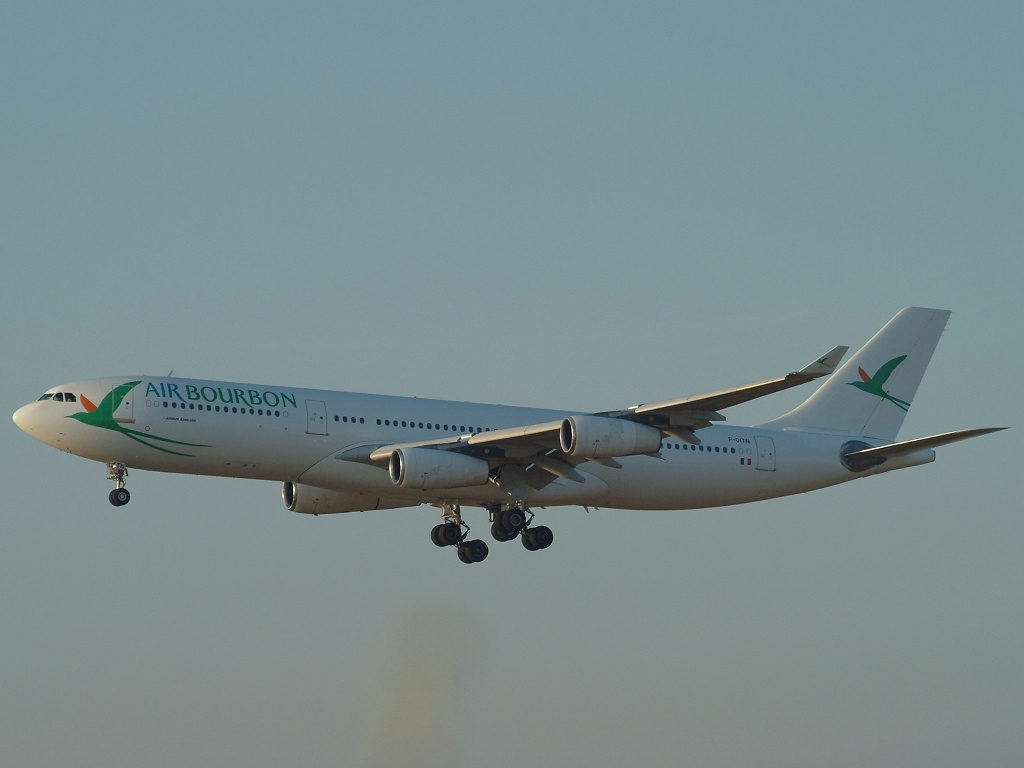
Airbus A340-211 F-OITN d'Air_Bourbon le 13 juillet 2003 à Paris-Orly

L'avion assurait quatre liaisons par semaine entre Paris Orly (trois liaisons par semaine), Lyon (une liaison par semaine), Marseille (une liaison par semaine) et Saint-Denis. Elle a aussi assuré des vols vers Toulouse et l'aéroport de Metz-Nancy.
La compagnie privée se qualifiait volontiers de compagnie de service public, car elle se bornait à assurer une liaison de continuité territoriale.
Air Bourbon desservait aussi Milan depuis avril 2004, ouvrant ainsi La Réunion à l'espace européen.

## Flotte
| Avion           | Nombre d'avions | Commandes | Premier vol    |
| --------------- | --------------- | --------- | -------------- |
| Airbus A340-200 | 1               | -         | Mars 2003      |
| Airbus A340-300 | 0               | -         | Mai 2003       |
| Boeing 737-300  | -               | 5         | -              |
| ATR 42-500      | 0               | 9         | Non communiqué |
| Airbus A310-300 | 0               | 2         | Non communiqué |
| Total           | 1               |           |                |

## Destinations avant décembre 2004
| Pays   | Ville     | Aéroport                       | Notes                                                             |
| ------ | --------- | ------------------------------ | ----------------------------------------------------------------- |
| France | Paris     | Aéroport de Paris-Orly         | Première liaison avec la métropole par une compagnie réunionnaise |
| France | Marseille | Aéroport Marseille-Provence    | Au moins 1 vol par semaine                                        |
| France | Lyon      | Aéroport de Lyon-Saint-Exupéry | Un vol en saison                                                  |
| Italie | Milan     | Aéroport de Milan-Linate       | Premier vol en avril 2004                                         |

| Pays       | Ville          | Aéroport                                         | Notes                         |
| ---------- | -------------- | ------------------------------------------------ | ----------------------------- |
| Maurice    | Plaine Magnien | Aéroport international Sir-Seewoosagur-Ramgoolam | Premier vol en septembre 2004 |
| Madagascar | Antananarivo   | Aéroport international d'Ivato                   | -                             |
| Mayotte    | Dzaoudzi       | Aéroport de Dzaoudzi-Pamandzi                    | Premier vol en juillet 2004   |
| Comores    | Moroni         | Aéroport international Prince Saïd Ibrahim       | Dernier vol de la compagnie   |

| Pays    | Ville          | Aéroport                                         | Notes                                           |
| ------- | -------------- | ------------------------------------------------ | ----------------------------------------------- |
| Maurice | Plaine Magnien | Aéroport international Sir-Seewoosagur-Ramgoolam | Premier vol de la compagnie depuis Saint-Pierre |
| Comores | Moroni         | Aéroport international Prince Saïd Ibrahim       | Un vol en saison                                |

## Cessation d'activités
Le 29 novembre 2004, Air Bourbon, en proie à des difficultés de trésorerie et à la flambée du cours du pétrole,, déposa son bilan et cessa ses activités. Le PDG avait annoncé à la préfecture de La Réunion, l'arrêt immédiat de ses vols le 26 novembre, laissant dès lors sur le carreau près de 2 000 passagers,.
Airbus, le propriétaire de l'A340-200, reprit son appareil et les passagers qui avaient réservé furent bloqués au sol.
La compagnie fut ensuite mise en redressement judiciaire le 3 décembre.
Ne trouvant pas de nouvel investisseur, le tribunal de commerce de Saint-Denis prononça la liquidation judiciaire de la compagnie le 8 décembre 2004, lésant 7 000 clients et mettant au chômage ses 165 employés.
Par ailleurs, une compagnie nommée Air Comores International, créée à l’initiative d’Air Bourbon, devait lancer des vols en novembre 2004 au départ de Saint-Pierre de la Réunion vers Paris, Marseille, Mayotte et Dubaï, via Moroni, la capitale comorienne en utilisant un Airbus A310,, mais elle n'effectua aucun vol en raison de la disparition d'Air Bourbon.